# Leslie Cheung
Leslie Cheung Kwok-wing (født 12. september 1956 i Kowloon, Hongkong, død 1. april 2003 ved selvmord på Mandarin Oriental Hotel i Hongkong)(traditionel kinesisk: 張國榮 simplificeret kinesisk: 张国荣 Pinyin: Zhāng Guóróng, Wades-Giles: Chang Kuo-jung) var en skuespiller og musiker fra Hongkong.
I Danmark er han nok bedst kendt fra den kinesiske film fra 1992 Farvel min konkubine (engelsk: Farewell My Concubine), der er et historisk drama, hvor han spiller hovedrollen som en person der bliver operaskuespiller i Peking-operaen. Det er den første kinesiske film der har vundet Den Gyldne Palme. Gong Li har en mindre rolle i filmen.

## Død
Cheung begik selvmord den 1. april 2003. Han sprang fra 24. etage af Mandarin Oriental Hotel, der ligger midt på Hongkongøen. Han efterlod et afskedsbrev, hvori der stod, at han led af depression.[kilde mangler] Han blev 46 år gammel.